# Oberstockstall (Herrschaft)
Die Herrschaft Oberstockstall war eine Grundherrschaft im Viertel unter dem Manhartsberg im Erzherzogtum Österreich unter der Enns, dem heutigen Niederösterreich.

## Ausdehnung
Die Herrschaft, der auch das Kastenamt Stein angehörte, umfasste zuletzt die Ortsobrigkeit über Kirchberg am Wagram, Oberstockstall, Mallon und Amonsthal. Der Sitz der Verwaltung befand sich im Schloss Oberstockstall. 

## Geschichte
Letzter Inhaber der Herrschaft war der k.k. Kameralfonds; die Herrschaft wurde infolge der Reformen 1848/1849 aufgelöst.